# Sous (flod)
30°21′50″N 09°36′14″V / 30.36389°N 9.60389°V30°21′50″N 7°45′14″V / 30.36389°N 7.75389°V Sous-floden eller Souss-floden (Berber: Asif en Sus, arabisk: واد سوس) er en flod centralt i det sydlige Marokko i Souss-Massa-regionen. Det har sin oprindelse i bjergkæden Høje Atlas og løber mod vest forbi Aoulouz, Taroudannt, Oulad Teima, Inezgane og Aït Melloul. Afvandingsområdet er beskyttet mod Saharas ørkenklima af Antiatlas- bjergene og er en af Marokkos mest frugtbare regioner.
Aoulouz-dæmningen er flodens største dæmning.